# Jimmy Collins (basketballer)
Jimmy Earl Collins (Syracuse, 24 november 1946 - Chicago, 13 december 2020) was een Amerikaans basketballer en basketbalcoach.

## Carrière
Collins speelde van 1967 tot 1970 collegebasketbal voor de New Mexico State Aggies vooraleer hij zich kandidaat stelde voor de draft van 1970. Hij werd als 11 gekozen in de eerste ronde door de Chicago Bulls. Hij speelde twee seizoenen in de NBA waarna hij terugkeerde naar New Mexico State waar hij tijdje mee hielp het basketbalteam te trainen als graduaat-assistent. Hij speelde nog een tijdje in de ABA voor de Carolina Cougars.
Collins was daarna van 1977 tot 1983 reclasseringsambtenaar, en sinds 1980 ook vrijwillig basketbalcoach van St. Thomas Elementary. In 1983 werd hij assistent van Lou Henson bij de Illinois Fighting Illini waar hij verschillende talenten naartoe haalde zoals Kendall Gill, Nick Anderson en Deon Thomas. In 1996 ging hij aan de slag als hoofdcoach van de UIC Flames tot in 2010 toen hij met pensioen ging. Hij leidde het team naar drie NCAA-toernooien. In 2019 werd hij opgenomen in de UIC Athletics Hall of Fame.
Collins overleed in 2020 en liet een vrouw en vier kinderen achter.

## Erkenning
- New Mexico State Athletics Hall of Fame: 1975
- Greater Syracuse Sports Hall of Fame: 1998
- New Mexico State Athletics Hall of Fame: 2004 (als onderdeel van de 1969/70 New Mexico State Aggies)
- UIC Athletics Hall of Fame: 2019

## Statistieken

### Regulier seizoen
| Seizoen  | Team          | WG | MPW | 2P%  | FW%  | RPW | BPW | PPW |
| -------- | ------------- | -- | --- | ---- | ---- | --- | --- | --- |
| 1970/71  | Chicago Bulls | 55 | 8,7 | 43,0 | 77,8 | 1,0 | 1,1 | 4,0 |
| 1971/72  | Chicago Bulls | 19 | 7,1 | 36,6 | 90,9 | 0,6 | 0,5 | 3,3 |
| Carrière | Carrière      | 74 | 8,3 | 41,4 | 80,4 | 0,9 | 0,9 | 3,8 |

### Play-offs
| Seizoen | Team          | WG | MPW | 2P% | FW%   | RPW | BPW | PPW |
| ------- | ------------- | -- | --- | --- | ----- | --- | --- | --- |
| 1970/71 | Chicago Bulls | 2  | 4,0 | 0,0 | 100,0 | 0,5 | 0,0 | 1,5 |